# علي صالح الأحمر
اللواء علي صالح عبد الله الأحمر قائد عسكري يمني كان يتولى قيادة الحرس الجمهوري اليمني حتى عام 1998 م حيث عُيّن ملحقا عسكريا للسفارة اليمنية واشنطن ، شغل منصب مدير «مكتب القائد الأعلى للقوات المسلحة» حتى نهاية حكم علي عبد الله صالح ، في 17 مارس 2018 عُيّن علي صالح قائداً لقوات الاحتياط بقرار جمهوري.